# Klaus Rauber
Klaus Rauber (* 13. Juli 1940 in Magdeburg; † 31. März 2017) war ein deutscher Politiker (CDU).

## Leben
Nach dem Abschluss eines Maschinenbaustudiums an der TU Dresden als Diplom-Ingenieur arbeitete Klaus Rauber von 1970 bis 1990 als Dozent für Konstruktionstechnik an der Ingenieurschule Eisleben.
Rauber trat 1986 der DDR-CDU bei. Im März 1990 zog er über die Liste des Bezirkes Halle der CDU in die frei gewählte Volkskammer ein.
Nach der Wiedervereinigung wurde er am 3. Oktober 1990 Mitglied des Deutschen Bundestages, aus dem er im Dezember desselben Jahres ausschied.
Vom Januar 1991 bis zu seiner Pensionierung im Jahr 2005 war er im Kultusministerium des Landes Sachsen-Anhalt tätig, wo er als Abteilungsleiter die Entwicklung der beruflichen Bildung maßgeblich vorantrieb.

## Veröffentlichungen
- Klaus Rauber: Ausbildung von Berufsschullehrern im Land Sachsen-Anhalt. In: Die berufsbildende Schule, Jg. 55, 2003, Heft 1, S. 19–22, ISSN 0005-951X.